# Adrien Rey
Pour les articles homonymes, voir Rey.
Adrien Rey (né à Menton en 1865 et mort à Nice en 1959) est le premier architecte français diplômé DPLG des Alpes-Maritimes.

## Biographie
Joseph Adrien Louis Rey est diplômé de l'École d'art décoratif de Nice en 1886 (élève de Lucien Barbet) et est diplômé de l'École des Beaux-arts de Paris en 1891. Il s'installe à Paris et collabore avec Guillaume Tronchet (1867-1959). Ils réaliseront ensemble le Palais de la navigation pour l'Exposition universelle de 1900.
Il est l'auteur de nombreux monuments notamment à Nice, où il s'établit vers 1903, et à Menton et co-auteur de deux palais d'exposition. 
Il sera nommé architecte du département des Alpes-Maritimes en 1909, architecte ordinaire des Monuments historiques pour les Alpes-Maritimes de 1912 à 1928 puis architecte en chef. Il termine sa carrière en 1940.
Les archives d'Adrien Rey ont été déposées aux Archives départementales des Alpes-Maritimes où elles sont désormais conservées sous la cote 94 J.

## Œuvre
Adrien Rey a entre autres construit

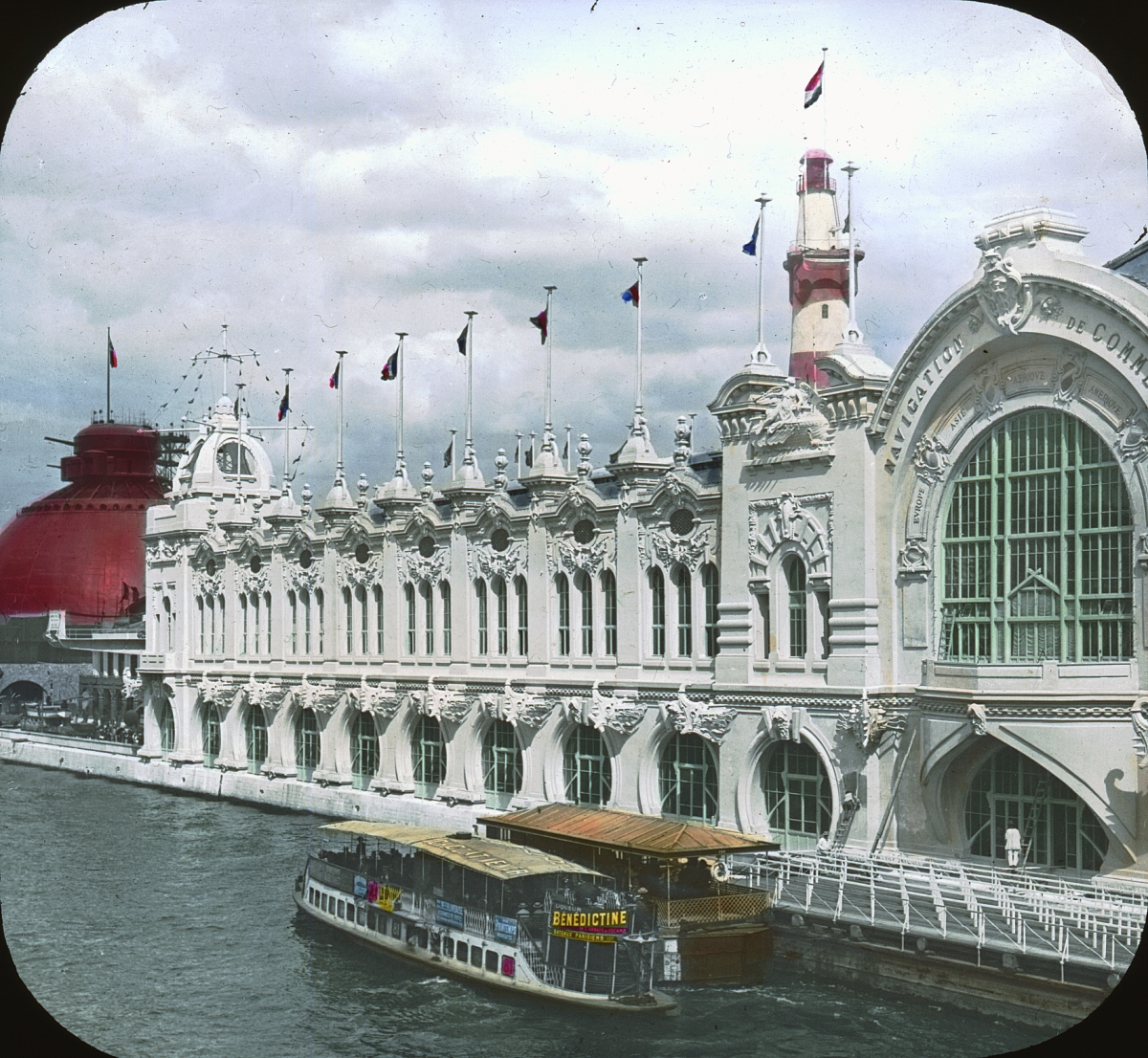
Palais de la Navigation de Commerce (1900) pour l'exposition universelle de Paris (en collaboration avec Guillaume Tronchet).

- à Paris, pour l'exposition universelle de 1900, en collaboration avec Guillaume Tronchet (1867-1959)
  - le palais de la Navigaton de commerce et
  - le palais des Forêts[3] (tous deux détruits) ;
- à Menton
  - le marché couvert municipal (1898) ;
  - l'actuel Musée de préhistoire régionale (1907) ;
  - le magasin les Dames de France(actuel Nouvelles Galeries) ;
- à Nice
  - le séminaire situé à Cimiez (1898) actuel IUFM ;
  - le Palais Meyerbeer (1908) ;
  - le siège consulaire de la Chambre de Commerce et d'Industrie (1923) ;
  - le château Sainte-Anne (1928, détruit depuis).